# Březen 2014
1. března – sobota 
 Krymská krize: Premiér autonomní republiky Krym Sergej Aksjonov oznámil převzetí kontroly nad bezpečnostními složkami a požádal o pomoc Rusko. Ruská Rada federace schválila žádost prezidenta Vladimira Putina o vyslání vojsk na Ukrajinu. Vojáci mezitím obsadili letiště, úřady a další strategické objekty na Krymu. Úřadující ukrajinský prezident Oleksandr Turčynov vyhlásil bojovou pohotovost.[nedostupný zdroj]
3. března – pondělí 
 Vědci objevili v 30 000 let zmrzlém sibiřském permafrostu životaschopný Pithovirus, který je s rozměrem 1,5 mikrometru největším známým exemplářem velkých nukleoplasmatických virů.
 Cenu Akademie za rok 2013 – Oscara za nejlepší film, získalo historické drama 12 let v řetězech. Nejlepším cizojazyčným filmem se stal italský film Velká nádhera. Nejvyšší počet sedmi sošek, včetně nejlepší režie, vyhrálo drama Gravitace režiséra Alfonsa Cuaróna.
 Na Pustevnách vyhořela historická dřevěná chata Libušín, jejímž autorem je architekt Dušan Jurkovič.
4. března – úterý 
 Organizace pro zákaz chemických zbraní (OPCW) oznámila, že ze Sýrie byla dosud v šesti zásilkách odvezena zhruba třetina chemických zbraní určených k likvidaci v zahraničí.
6. března – čtvrtek 
 Parlament Autonomní republiky Krym schválil s okamžitou platností odtržení země od Ukrajiny a připojení k Ruské federaci. Ukrajinská prozatímní vláda označila odtržení za nelegální a nelegitimní.
7. března – pátek 
 Ve stínu ruské intervence na Krymu začaly na stadionu Fišt v Soči XI. zimní paralympijské hry, první paralympijské hry pořádané na území Ruska.
 Předseda krymského parlamentu Vladimir Konstantinov na setkání s Valentinou Matvijenkou, předsedkyní horní komory ruského parlamentu, v Moskvě prohlásil, že bude usilovat o připojení celé Ukrajiny k Rusku.
 Během protestů proti vládě venezuelského prezidenta Nicoláse Madura byli v Caracasu zastřeleni dva lidé. Dvouměsíční protesty si již vyžádaly 20 mrtvých.
8. března – sobota 
 Došlo ke ztrátě kontaktu s letem Malaysia Airlines 370 z malajsijského Kuala Lumpuru do čínského Pekingu. Letounem typu Boeing 777-200ER cestovalo 239 lidí.
12. března - středa 
 Vláda Bohuslava Sobotky odsouhlasila návrh na prodloužení pronájmu švédských stíhaček Saab JAS-39 Gripen na dalších 12 let včetně dvouleté opce.
 Zemřela režisérka a filmová pedagožka Věra Chytilová.
 Tisíce protivládních demonstrantů byly rozehnány policií v tureckých městech Ankaře a Istanbulu. Impulzem bylo úmrtí patnáctiletého chlapce vážně zraněného policií v průběhu loňských protestů.
13. března – čtvrtek 
 Prof. Tomáš Halík se stal prvním Čechem, který získal Templetonovu cenu.
14. března – pátek 
 Zemřel divadelní a filmový herec Otakar Brousek starší. Bylo mu 89 let.
15. března – sobota 
 Z prvního kola prezidentských voleb na Slovensku dále postupují slovenský premiér Robert Fico a nezávislý kandidát Andrej Kiska.
16. března – neděle 
 V Srbsku se konají předčasné parlamentní volby.
 Na Krymu probíhá referendum, v němž se občané rozhodují mezi připojením poloostrova k Ruské federaci nebo obnovením platnosti krymské ústavy z roku 1992 a setrváním ve svazku s Ukrajinou. Kromě Autonomní republiky Krym se hlasuje také v ukrajinském Sevastopolu.
17. března – pondělí 
 Na základě kladného výsledku včerejšího referenda se Krym a Sevastopol dnes prohlásily samostatnou republikou a oficiálně požádaly o připojení k Ruské federaci. Ukrajina reagovala mobilizací 40 000 vojáků.
18. března – úterý 
 V reakci na výsledek referenda v Republice Krym požádalo Podněstří, které se jednostranně separuje od Moldavska, o připojení k Ruské federaci.
 Česká ekonomika podle OECD letos vzroste o 1,1 % a v roce 2015 o 2,3 %.
19. března – středa 
 Ukrajina zavedla vízový režim s Ruskem a oznámila záměr opustit Společenství nezávislých států. Ruský prezident Vladimir Putin uvedl, že zváží reciproční zavedení víz pro občany Ukrajiny.
20. března – čtvrtek 
 Rusko zakázalo vstup na své území devíti čelným představitelům USA v odvetě za americké sankce vyhlášené po ruském ovládnutí Krymu.
 Američtí paleontologové objevili nový druh dinosaura.
21. března – pátek 
 Počet obyvatel České republiky se v roce 2013 meziročně snížil. Na konci roku v zemi žilo 10 512 400 lidí, tedy o 3 700 méně než v roce předchozím.
 Ruský prezident Vladimir Putin potvrdil svým podpisem ruskou anexi Krymu.
 Turecký premiér Recep Tayyip Erdoğan nechal zablokovat sociální síť Twitter.
 Ukrajinský premiér Arsenij Jaceňuk podepsal asociační dohodu s Evropskou unií.
22. března – sobota 
 V reakci na každoroční společné vojenské cvičení Spojených států a Jižní Koreje vystřelila Severní Korea nad moře 30 raket krátkého doletu. Jde již o druhé cvičení severokorejského raketového dělostřelectva v tomto měsíci.
 Již 59 lidí v západoafrické Guineji podlehlo epidemii krvácivé horečky způsobené virem ebola.
 Začala mise OBSE na Ukrajině, s kterou Rusko souhlasilo až po dokončení anexe Krymu, na který odmítá misi pustit. Rusko dokončilo obsazování vojenských základen na poloostrově a pokračuje v zabírání ukrajinského loďstva, když dnes zabralo jedinou ukrajinskou ponorku Zaporižžja.
23. března – neděle 
 Ve věku 86 let zemřel významný český malíř a grafik Jaroslav Šerých.
 Zemřel československý komunistický politik Miroslav Štěpán.
 Turecké letectvo sestřelilo syrské vojenské letadlo, které údajně narušilo turecký vzdušný prostor.
24. března – pondělí 
 Malajsijský premiér Najib Razak oznámil, že se let Malaysia Airlines 370 zřítil v jižním Indickém oceánu asi 2000 km od australského Perthu. Nikdo z pasažérů nepřežil.
 Vláda Bohuslava Sobotky dnes schválila přidružení České republiky k fiskálnímu paktu EU.
 Soud v egyptské Káhiře během týden trvajícího procesu odsoudil k trestu smrti 529 stoupenců svrženého prezidenta Muhammada Mursího.
 Ukrajinský prezident Oleksandr Turčynov nařídil stažení ozbrojených sil z Krymu.
 V Haagu se poprvé od pádu prezidenta Viktora Janukovyče, nastolení nové prozatímní vlády na Ukrajině a ruské anexe Krymu setkali ministři zahraničí Ukrajiny a Ruska Sergej Lavrov a Andrij Deščycja.
25. března – úterý 
 Podle Světové zdravotnické organizace zemřelo v roce 2012 kolem sedmi milionů lidí v důsledku znečištění ovzduší. Jde o 12,5 procenta tehdejšího celkového počtu úmrtí ve světě.
26. března – středa 
 Podle březnového volebního průzkumu STEM by politické hnutí ANO 2011 získalo podporu 28,9 % voličů, ČSSD 20,5 %, KSČM 13,3 %, TOP 09 9,0 %, ODS 7.3 %, KDU-ČSL 6,4 % a Úsvit 5,0 %.
 Američtí astronomové ohlásili objev trpasličí planety s dosud nejvzdálenějším perihéliem v sluneční soustavě, 2012 VP113. Pochází pravděpodobně z Oortova oblaku a perihélium se nachází ve vzdálenosti 80 astronomických jednotek od Slunce.
27. března – čtvrtek 
 Valné shromáždění Organizace spojených národů označilo ruskou anexi Krymu za nelegální.
 Turecké úřady odebraly licenci k celostátnímu vysílání televizní stanici Kanaltürk a zablokovaly internetový videoportál YouTube.
 Do Vatikánu za papežem Františkem poprvé zavítal americký prezident Barack Obama.
29. března – sobota 
 Vítězem prezidentských voleb na Slovensku se stal občanský kandidát a filantrop Andrej Kiska, který zvítězil nad současným slovenským premiérem Robertem Ficem v poměru 59,4 % k 40,6 %.
 Herecká asociace udělila Cenu Thálie za celoživotní mistrovství v činohře herci Josefu Somrovi.
31. března – pondělí 
 Francouzská vláda v čele s premiérem Ayraultem podala demisi. Novým předsedou vlády má být jmenován současný ministr vnitra Manuel Valls.
 Mezinárodní soudní dvůr v Haagu nařídil okamžité zastavení japonského lovu velryb.